# Petrič
Petrič je 35. najbolj pogost priimek
v Sloveniji, ki ga je po podatkih Statističnega urada Republike Slovenije na dan 31. decembra 2007 uporabljalo 2.032 oseb, na dan 1. januarja 2010 pa je bil 34. najbolj pogost priimek v Sloveniji, katerega je uporabljalo 2.070 oseb. 

## Znani nosilci priimka
- Alfred Petrič (1913 – 2002), kemik
- Alojzija Petrič (1807—1858), redovnica uršulinka, slikarka
- Ana Polak Petrič (*1978), mednarodna pravnica, visoka predstavnica RS za nasledstvo
- Andrej Petrič (*1952), lesarski kemik, univ. prof.
- Anže Petrič (*1988), balinar
- Borut Petrič (*1961), plavalec
- Damjan Petrič, kriminalist, direktor uprave, v. d. direktorja Policije
- Darjan Petrič (*1964), plavalec
- David Petrič, violinist
- Drago Petrič (1935—2006), zdravnik, plavalni trener, športni organizator
- Dušan Petrič (1916—1964), slikar, ilustrator
- Ernest Petrič (*1936), mednarodni pravnik in politolog, univ. profesor, diplomat, ustavni sodnik
- Eva Petrič (*1983), večmedijska vizualna umetnica, fotografinja, pisateljica
- Eva Petrič, športna plezalka
- Franci Petrič (*1960), duhovnik, novinar in urednik, arhidiakon
- Gregor Petrič, družboslovni informatik
- Ingrid Petrič, informatičarka, strokovnjakinja za tekstovno rudarjenje
- Jerneja Petrič (*1951), literarna zgodovinarka, anglistka, univ. profesorica
- Ivan Petrič (1881—?), gradbenik, hidrotehnik
- Janko Petrič (1875—1936), duhovnik, organizator
- Josip Petrič (1874—1943), železničar in sindikalni delavec
- Jože Petrič, vrhovni sodnik, predsednik sodnega sveta v 90. letih 20. stol.
- Jožef Petrič (1877—1935), novinar, publicist, urednik, filozof
- Joži Munih Petrič (1906—1996), pisateljica
- Karel Petrič (1900—1944), zdravnik, zdravstveni organizator, publicist, partizan
- Karl Petrič (*1964), pesnik, pisatelj, glasbenik in informatik
- Kazimir Dušan Petrič (1896—1991), glasbenik, dirigent, pedagog, rodoslovec, baročni dekorater
- Lena Petrič Holmqvist (*1936), prevajalka, lektorica švedščine, slovaropiska
- Lidija Petrič Ozvald (1913—2003), zdravnica ginekologinja in porodničarka
- Luka Petrič (*1984), igralec badmintona
- Majda Petrič Facchinetti (*1967), violinistka
- Maks Petrič, jamar
- Marija Petrič (*1936), psihologinja
- Marjetka Petrič Puklavec, klinična psihologinja
- Marko Petrič (*1962), kemik, lesarski strokovnjak, univ. profesor
- Matej Petrič, zgodovinar in filolog
- Meta Petrič (1914—2007), botaničarka, univ. prof.
- Metka Petrič (*1966), geologinja, krasoslovka
- Miha Petrič (1924—2001), generalpodpolkovnik, poveljnik Teritorialne obrambe Slovenije
- Mitja Petrič (*1975), jadralec (metalurg, doc.dr.= drug?)
- Nejc Petrič (*2001), boksar
- Peter Petrič (1954—1991), teritorialec, žrtev vojne za Slovenijo
- Renato Petrič (*1958), kontraadmiral Slovenske vojske
- Robert Petrič (*1975), glasbenik - hornist
- Silvestra Rogelj Petrič (*1951), novinarka, urednica, mladinska pisateljica
- Simona Petrič, mednedžerka, podjetnica
- Slavko Petrič (1928—2021), gozdar, inovator, publicist, raziskovalec
- Stojan Petrič (*1949), gospodarstvenik, menedžer
- Špela Petrič, doktorica biomedicine, intermedijska umetnica
- Tadej Petrič, strokovnjak za robote
- Tanja Petrič (*1981), literarna kritičarka, esejistka, novinarka, urednica, prevajalka
- Teodor Petrič (*1959), jezikoslovec germanist, univ. profesor
- Tomaž Petrič (*1969), pianist
- Valter Petrič, klarinetist
- Vili Petrič (*1942), glasbenik harmonikar in trobentar, vodja ansambla
- Žiga Petrič (1971—1996), alpinist